# Tamatia barré
Nystalus radiatus
Espèce
Statut de conservation UICN

 LC  : Préoccupation mineure
Synonymes
- Bucco radiatus (protonyme)

Le Tamatia barré (Nystalus radiatus) est une espèce d'oiseaux de la famille des Bucconidae. C'est une espèce monotypique.
Cet oiseau vit dans le Tumbes-Chocó-Magdalena.